# Nosní dutina
Nosní dutina je objemný, vzduchem vyplněný prostor nad a za nosem uprostřed tváře. Je to spojená dutina zevního nosu a kostěné dutiny nosní. Je úplně rozdělená přepážkou nosní na pravou a levou část. Rozlišujeme:
- vestibulum nasi (předsíň dutiny nosní)
- cavitas nasi propria (vlastní dutina nosní)

## Funkce
Nosní dutina upravuje vzduch před jeho vstupem do dalších částí dýchacího ústrojí. Přibližuje jeho teplotu tělesné teplotě jeho ohřátím či ochlazením a zvlhčuje ho. Zachycuje prach a další částice. Řasinky dýchacího epitelu posouvají hmotu zachycující částice směrem k hltanu, kde je polknuta.